# 圣安娜-迪卡塔瓜西斯
圣安娜-迪卡塔瓜西斯是巴西米纳斯吉拉斯州的一个市镇。总面积162.549平方公里，总人口3603人，人口密度22.2人/平方公里。